# Gawialowate
Gawialowate (Gavialidae) – rodzina krokodyli reprezentowana współcześnie przez dwa gatunki – gawiala gangesowego (Gavialus gangeticus) i krokodyla gawialowego (Tomistoma schlegelii). Te dwa gatunki są do siebie podobne, ale ich areał występowania nie pokrywa się. Do Gavialidae należy także m.in. wymarły Rhamphosuchus, jeden z największych krokodyli w historii.
Gawial gangesowy występuje w Bangladeszu, Bhutanie, Mjanmie, północnych Indiach, Nepalu i Pakistanie, a krokodyl gawialowy – w Indonezji, Malezji, południowej Tajlandii oraz Wietnamie.
Gawiale mierzą od 5 (dorosły samiec T. schlegelii) do ponad 9 metrów (samiec G. gangeticus). Charakteryzują się delikatnym, wąskim pyskiem i długimi ostrymi zębami.
Polują na ryby i drobne zwierzęta, żywią się też padliną. Ich szczęki są określane jako zbyt delikatne, by łapały zwierzęta, takie jak ssaki, ale krokodyl gawialowy, jak się okazuje, jest generalistą spożywającym też kopytne. Gawial jest czczony jako zwierzę święte.

## Systematyka
- Rodzina: gawialowate
  - Rodzaj Gavialis
    - gawial gangesowy (Gavialis gangeticus)

  - Rodzaj Tomistoma
    - krokodyl gawialowy (Tomistoma schlegelii)